# Poum
Poum (in nyelâyu: Pum) è un comune della Nuova Caledonia di 3.512 abitanti nella Provincia Nord.
Il comune è stato creato nel 1977 staccando parte del comune di Koumac.
La popolazione è in maggioranza kanak e Poum è una roccaforte indipendentista.